# Mistrzostwa Europy w Piłce Ręcznej Mężczyzn 2014 (składy)
Artykuł grupuje składy męskich reprezentacji narodowych w piłce ręcznej, które wystąpią podczas Mistrzostw Europy w Piłce Ręcznej Mężczyzn 2014 rozgrywanych w Danii od 12 do 26 stycznia 2014 roku.

## Informacje ogólne
Szerokie składy liczące maksymalnie dwadzieścia osiem zawodników zostały ogłoszone przez EHF 12 grudnia 2012 roku. Na dzień przed rozpoczęciem zawodów reprezentacje podadzą oficjalne szesnastoosobowe składy, z którego w trakcie turnieju mogą wymienić maksymalnie trzech zawodników.